# Оставшийся в живых (фильм, 2008)
«Оставшийся в живых» (рум. Supraviețuitorul) — румынский художественный фильм 2008 года, поставленный режиссёром Серджиу Николаеску. Последний фильм из приключений комиссара Молдована, вышедший через 30 лет после предыдущего фильма цикла — «Реванш». В отличие от всех предыдущих фильмов, снятых в годы коммунистической Румынии времён правления Николае Чаушеску, в этом фильме коммунисты показаны в виде злодеев. В фильме также присутствуют такие кинематографические штампы, как русскоговорящий злодей, по совместительству являющийся начальником румынской тюрьмы для политзаключённых, русская рулетка для желающих улучшить свое содержание румынских политзаключённых и т. п.
Будучи одним из самых дорогих румынских фильмов, картина провалилась в прокате: в Румынии его просмотрели всего 26 тысяч 772 зрителя (для сравнения: предыдущий фильм из данного цикла, вышедший в прокат в 1973 году, собрал свыше 5 млн зрителей в кинотеатрах). Кассовые сборы оказались катастрофически провальными: при бюджете фильма, превышающем 18 млн лей, фильм собрал сумму в 53 с лишним раза меньше затраченной на его создание, всего немногим более 339 тыс. лей.

## Краткое описание сюжета

«Комиссара на сцену!»

Фильм является продолжением событий, показанных в фильме «Реванш», в конце которого комиссар бежал к взрывающемуся автобусу и предположительно тоже погибал. Оказывается, что нет: проболтавшись всю Вторую мировую войну неизвестно где, комиссар по её окончании попал в тюрьму коммунистических властей Румынии. Вышел он оттуда уже глубоким стариком. На свободе комиссара уже ждут старые «друзья» — уголовники, которые быстро перестроились на новые рельсы рыночной экономики. Весь преступный бомонд Румынии рад известию об освобождении комиссара из неволи. На пожилого комиссара то и дело нападают воспоминания его бурной молодости, и он опять берётся за старый добрый «Смит-Вессон» и начинает методичный отстрел своих знакомых.

## Оценки
Румынский кинокритик и автор киноведческого сайта «Пиво после» Роберт Балан не без сарказма пишет, что только такой великий «оставшийся в живых», как Серджиу Николаеску, мог снять такой фильм. Отдельного упоминания, по мнению Балана, заслуживает молодая смена Николаеску — чешский актёр Петр Фальк, играющий комиссара в молодости. В некоторых эпизодах юный комиссар, тем не менее, говорит голосом озвучивавшего его престарелого Николаеску, что создаёт резко негативный контраст: молодой человек говорит голосом глубокого старика, причём движения губ Фалька и озвучивание Николаеску явно не синхронизированы, — убеждён Балан. Весьма интересным, по его мнению, также является появление на съёмочной площадке жены продюсера — Лореданы Грозы в роли некоей певички Лорри, которая мелькает в кадре в течение приблизительно двадцати минут. Мелькает-то пусть себе мелькает, но её пение начинает уже просто раздражать после второй или третьей песни. В качестве позитивных достижений Николаеску в этом фильме Балан приводит в пример перестрелку на кладбище (любимый киноприём Николаеску) и выдающееся, по его мнению, воплощение на экране Марина Теодореску, известного по прозвищу «Завайдок». Однако Балан уверен, что поностальгировать по былому комиссару при просмотре этого фильма, увы, не получится.
Резко негативно отозвался о фильме писатель и кинокритик Анджело Миткевич, назвавший картину одним большим «китчем, попахивающим плагиатом», ссылаясь на рассказ Мирчи Кэртэреску «Ruletistul».